# Medellín (singolo)
Medellín è un singolo della cantante statunitense Madonna e del cantante colombiano Maluma, pubblicato il 17 aprile 2019 come primo estratto dal quattordicesimo album in studio di Madonna Madame X. Il titolo del brano si riferisce a Medellín, la città natale di Maluma.
Il brano, cantato in inglese e spagnolo, è stato scritto dai due stessi interpreti con Mirwais Ahmadzaï e Barrera, e prodotto da Madonna e Mirwais.

## Video musicale
Pubblicato il 24 aprile 2019 sul canale YouTube di Madonna, il video inizia con Madonna che prega allo spirito della madre in una misteriosa cappella, dopodiché entra in gioco il suo alter ego Madame X che in una sala da ballo dà lezioni ai ballerini, tra cui Maluma. Tra i due c’è subito sintonia e, dopo una notte passata insieme, la coppia convola a nozze. Il banchetto è alquanto originale: una Madame X vestita da sposa sale sul tavolo e incomincia a camminare e a ballare fino ad arrivare allo sposo. Si alternano a questo punto vari flashback, tra la cantante che fugge nella notte e che poi affronta un cavallo imbestialito. La scena finale fa ritorno sul banchetto dove tutti si danno al divertimento, dopodiché Madame X trascina Maluma ad una cavalcata tra i prati.

## Tracce
Streaming
1. Medellín (con Maluma) – 4:58

## Successo commerciale
In Italia è stato il 46º brano più trasmesso dalle radio nel 2019.

## Classifiche
| Classifica (2019) | Posizione massima |
| ----------------- | ----------------- |
| Argentina         | 57                |
| Bulgaria          | 6                 |
| Croazia           | 9                 |
| Grecia            | 26                |
| Italia            | 37                |
| Italia (airplay)  | 6                 |
| Polonia           | 32                |
| Regno Unito       | 87                |
| Romania           | 81                |
| Spagna            | 67                |
| Svizzera          | 69                |